# Ascaris lumbricoides
Ascaris lumbricoides (conhecido popularmente como lombriga) é uma espécie de nematódeo monoxeno da família Ascarididae, sendo a causa da doença conhecida como ascaridíase. Os vermes adultos medem entre 15 cm e 40 cm de comprimento e desenvolvem-se no intestino delgado do hospedeiro, no qual macho e fêmea se acasalam.

## Morfologia

### Machos
Os machos adultos da espécie podem atingir até 30 centímetros de comprimento e possuem uma cor leitosa. Em uma de suas extremidades, os vermes apresentam uma boca ou vestíbulo bucal, contornada por três lábios com dentículos dispostos em forma de serrilha. Não há interlábios. O alimento ingerido passa por um esôfago musculoso, depois por um intestino retilíneo, até chegar ao reto e sair pela cloaca, situada na extremidade posterior do animal. O aparelho reprodutor é composto de um único testículo enovelado e filiforme, canal deferente, canal ejaculador e abre-se na cloaca. Dois espículos no corpo do macho servem como estruturas acessórias para a cópula. É possível diferenciar facilmente as fêmeas dos machos pois estes últimos tem sua extremidade posterior bastante encurvada ventralmente.
Diferentemente da grande maioria dos gametas masculinos de outros seres, o espermatozoide tem movimentação ameboide por conta de forças evolutivas sofridas pela espécie no meio.

### Fêmeas
As fêmeas medem de 30 a 40 centímetros de comprimento. A cor, a boca e o aparelho digestivo são semelhantes aos dos machos, mas geralmente são mais robustas que estes e possuem ânus em vez de cloaca. O sistema reprodutor é composto de dois ovários filiformes e enovelados que continuam como ovidutos, diferenciando em úteros que se unem para formar uma única vagina. A vulva fica situada no terço anterior do animal. A extremidade posterior da fêmea, ao contrário da dos machos, é retilínea.

### Ovos

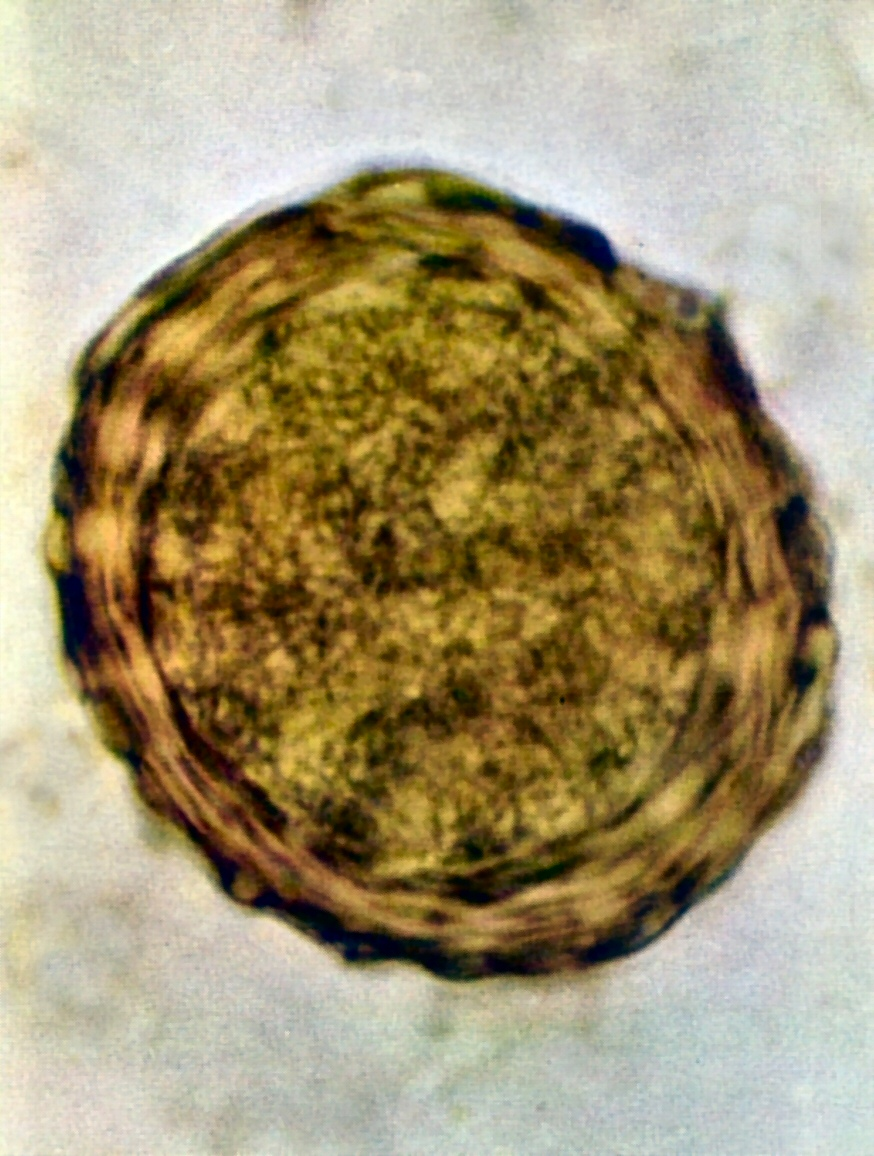
Um ovo fertilizado

Os ovos tem a princípio cor branca, mas devido ao contato com os pigmentos biliares das fezes, adquirem um tom castanho, às vezes descrito como de amarelo-escuro a marrom. Tem formato oval a redondo e medem 45 a 75 micrômetros (μm) de comprimento e 35 a 45 (ou 50, a depender da fonte) μm de largura; possuem uma cápsula espessa graças a membrana externa mamilonada, formada por mucopolissacarídeos e secretada pela parede uterina. Internamente a esta membrana, existe outra constituída de quitina e proteína. A mais interna é delgada e impermeável à água constituída de 25% de proteínas e 75% de lipídios. É a camada mais interna que garante ao ovo a capacidade de resistir às condições adversas do ambiente. Em seu interior, os ovos tem uma massa de células germinativas. É possível encontrar nas fezes humanas ovos inférteis de áscaris, isso ocorre quando a fêmea do verme não foi inseminada, ou quando está iniciando a oviposição. Pode-se identificar ao microscópio esse tipo de ovo pois eles possuem o interior desorganizado, com citoplasma granuloso e sem estruturas visíveis. A membrana mamilonada é mais delgada e são mais alongados que os ovos férteis, medindo 80 a 90 μm de comprimento. Algumas vezes, mesmo os ovos férteis podem não ter a membrana mamilonada, sendo chamados de ovos decorticados.